# Jag klippte av hans penis – sanningen bakom rubrikerna
Jag klippte av hans penis – sanningen bakom rubrikerna (I Cut Off His Penis: The Truth Behind The Headlines) är en brittisk dokumentärfilm som hade premiär på ITV1 den 15 oktober 2024. Filmen har premiär på TV4 Play den 20 februari 2025.

## Handling
Lorena Bobbitt skapade stora rubriker i hela världen när hon 1993 högg av sin mans penis. Men Bobbitt var varken den första eller sista kvinna att begå denna extrema typ av våldshandling. I filmen utforskas liknande fall runtom i världen.